# Luis Hurtado
Luis Alfonso Hurtado Osorio (Cali, 24 gennaio 1994) è un ex calciatore colombiano, di ruolo portiere.

## Carriera

### Nazionale
Nel 2013 con la nazionale Under-20 colombiana ha disputato il Mondiale di categoria ed ha vinto il campionato Sudamericano di categoria.
Nel 2016 è stato convocato dalla nazionale olimpica colombiana per disputare le Olimpiadi.

## Palmarès

### Nazionale
- Campionato sudamericano Under-20: 1

Argentina 2013